# Агролесоводство
Агролесоводство или лесоводство — область профессиональной деятельности, обеспечивающие использование, охрану и воспроизводство лесов. Данный подход объединяет сельскохозяйственные и лесоводческие технологии с целью создания более разнообразных, благотворных, рентабельных, продуктивных и устойчивых систем использования земли.

## Польза
Методы агролесоводства могут обладать определёнными преимуществами перед традиционными методами сельского хозяйства и лесоводства. Они заключаются в повышенной продуктивности, экономической выгоде и большем разнообразии экологической продукции.
Обычно биоразнообразие агролесоводческих систем выше чем то, которое наблюдается в традиционных сельскохозяйственных системах. Два и более дополнительных вида растений на данном участке местности создают более разнообразный ареал, который может поддерживать большее многообразие птиц, насекомых и других животных. В зависимости от применения, агролесоводство может оказывать соответствующее влияние:
- Понижение уровня бедности посредством увеличения производства дерева и древесных продуктов для домашнего пользования и продажи;
- Повышение уровня продовольственной безопасности посредством восстановления плодородия почвы
- Более чистая вода благодаря уменьшению смыва полезных веществ и почвы
- Противостояние глобальному потеплению и риску голода посредством повышения количества засухоустойчивых деревьев и следовательно повышения производства фруктов, орехов и съедобных масел
- Понижение уровня сведения леса и давления на лесные угодья благодаря поставке произведённого на ферме древесного топлива
- Понижение надобности в применении токсичных химических веществ (инсектициды, гербициды и др.) либо полное избавление от неё
- Повышение качества питания человека благодаря большему разнообразию сельскохозяйственных продуктов

Также агролесоводство может помочь в достижении других целей, связанных с окружающей средой:
- Секвестрация углерода
- Уменьшение пыли, шума и неприятного запаха
- Эстетически привлекательный внешний вид благодаря большему количеству зелёных насаждений
- Повышение качества и поддержание естественный среды обитания разнообразных птиц, животных и прочих живых существ.

## Применение
Агролесоводству можно найти множество различных применений, которые можно объединить в следующие категории:
- Парковые насаждения
- Выращивание с/х культур под тенью
- Возделывание с/х культур по аллеям
- Поддержание фауны
- Высаживание деревьев на границе
- Физическая поддержка

### Парковые насаждения
Парковые насаждения представляют собой занимающую значительную территорию группу деревьев, высаженных на земельном участке cельскохозяйственного назначения либо на пастбище. Обычно это деревья одного вида, произрастающего в данном регионе. К благоприятным эффектам парковых насаждений можно отнести то, что деревья обеспечивают тенью пасущихся животных, защищают сельскохозяйственные культуры от сильных порывов ветра, обеспечивают ветвями, которые можно использовать в качестве дров, а также предоставляют место ночлега для птиц, которые питаются насекомыми и грызунами.
Есть и другая польза. Исследования, проводимые с Акацей белой в Замбии, показали, что взрослые деревья могут поддерживать сельскохозяйственные поля с 4,1 тоннами культур на гектар по сравнению с 1,3 тоннами на гектар без этих деревьев. В отличие от других деревьев, Faidherbia сбрасывает свои богатые питательным веществами листья во время сезона дождей, когда растут с/х культуры, так что не происходит борьбы за свет, питательные вещества и воду. Затем листья вновь вырастают во время засушливого сезона и обеспечивают сельскохозяйственные культуры тенью и почвенным покров.

### Выращивание с/х культур под тенью
В этом случае с/х культуры преднамеренно выращиваются в тени под кроной деревьев. При этом почти всегда данные с/х культуры тенеустойчивы либо крона деревьев пропускает достаточное количество света. Частым примером является выращенный в тени кофе. Данная практика позволяет снизить расходы на прополку, а также повысить качество и вкус кофе.

### Возделывание с/х культур по аллеям
В этом случае чередуются ряды частопосаженных деревьев или кустов с с/х культурами. Обычно перед посадкой с/х культур деревья обрезают. Листья раскидываются по площади высадки с/х культур для обеспечения питательными веществами. К тому же деревья защищают от ветра и уменьшаю эрозию почвы.

### Поддержание фауны
В некоторых ситуациях деревья приносят пользу фауне. Наиболее частым примером является пастбище, где под деревьями пасутся коровы, козы или овцы. В жарком климате эти животные меньше беспокоятся и быстрее набирают вес, если они пасутся в прохладных тенистых местах. Бывает эти животные едят листву прямо с кустов и деревьев. Существуют подробные системы и для других животных. Например, оленям и свиньям благоприятно жить в лесной экосистеме, особенно когда они могут питаться листьями деревьев.

### Высаживание деревьев на границе
Сюда можно отнести живые изгороди, буферные полосы и защитные лесополосы. Живые изгороди уменьшают эрозию почвы, ограничивают передвижение животных и людей, а также обеспечивают места для жизни насекомоядных птиц. Буферные полосы представляют собой полосы деревьев, высаженных вдоль реки или ручья либо в канавах с целью удержания питательных веществ и почвы от попадания в поверхностные воды. Защитные лесополосы снижают скорость ветров, в связи с этим сильные порывы ветра гораздо меньше сушат и валят посевы, что в свою очередь влечёт за собой повышение урожайности.

### Физическая поддержка
Учитывая длительную историю сельского хозяйства, подпорки для растений появились относительно недавно. Раньше виноград и другие ползучие растения выращивались поверх подрезанных деревьев. В этом случае повышается биоразнообразие обрабатываемого участка.

## Галерея
| - Слайды - Парковые насаждения в Буркина-Фасо: сорго (Sorghum) растёт под Faidherbia albida и Borassus akeassii возле Банфоры. - Буферная полоса в штате Айова. |